# لويس فرناندو لوبيز فيغيروا
لويس فرناندو لوبيز فيغيروا (بالإسبانية: Luis Fernando López Figueroa)‏ (26 يناير 1992 في المكسيك - ) هو لاعب كرة قدم مكسيكي في مركز الوسط. لعب مع كروز آزول.

## وصلات خارجية
- لويس لوبيز على موقع قاعدة بيانات كرة القدم.إي يو (الإنجليزية)
- لويس لوبيز على موقع Soccerway.com (الإنجليزية)